# Paullinia baileyi
Paullinia baileyi là một loài thực vật có hoa trong họ Bồ hòn. Loài này được Standl. mô tả khoa học đầu tiên năm 1933.